# Cava e laboratorio di scultura di Yesemek
La cava e laboratorio di scultura di Yesemek è un museo all'aperto e un sito archeologico nella provincia di Gaziantep, in Turchia. Il sito era una cava in epoca ittita e occupa un'area di 100000 m², rendendolo il più grande laboratorio di scalpellini conosciuto dell'antico Vicino Oriente.

## Geografia
Il museo si trova a sud del villaggio di Yesemek a Islahiye distretto ilçe presso la Provincia di Gaziantep. Si trova sulle pendici occidentali dell'area montuosa e ad est del bacino idrico della diga di Tahtalı. La sua distanza dal villaggio è di circa 1,5 chilometri (0,93 mi), a İslahiye è di 23 km e per Gaziantep è di 113 km. I visitatori possono raggiungere il sito in auto da Gaziantep, Iskenderun o Antakya.

## Storia degli scavi
Le rovine furono parzialmente portate alla luce dall'archeologo austriaco Felix von Luschan durante i suoi scavi a Zincirli, a nord dell'area nel 1890. Tra il 1957 e il 1961 l'archeologo turco Bahadır Alkım continuò gli scavi, rivelando circa 200 sculture. Il lavoro più recente è stato eseguito negli anni '90 da İlhan Temizsoy, direttore del Museo delle civiltà anatoliche e ha portato alla luce un altro centinaio di oggetti. Il sito è ora un museo a cielo aperto amministrato dal Museo di Archeologia di Gaziantep.

## Storia del sito
Il sito era un laboratorio di scultura. Fu fondato dall'imperatore ittita Suppiluliuma I (1344-1322 a.C.). Con il crollo dell'Impero Ittita l'attività probabilmente cessò, ma la bottega fu nuovamente attiva nel IX secolo a.C., quando Yesemek faceva parte del regno aramaico di Sam'al. I manufatti di questo periodo mostrano l'influenza aramaica e assira. Nell'VIII secolo a.C. la regione passò sotto il controllo assiro e il sito fu nuovamente abbandonato. Non è chiaro se gli artigiani abbiano semplicemente smesso di lavorare o siano stati trasportati nella capitale assira. L'area intorno al laboratorio è in gran parte ricoperta di basalto e la materia prima delle sculture è il basalto. La superficie totale dell'officina è di circa 100 000 metri quadri (1 100 000 ft²). Tra i 300 oggetti rinvenuti ci sono sfingi, leoni, carri, divinità ecc.

### Sculture

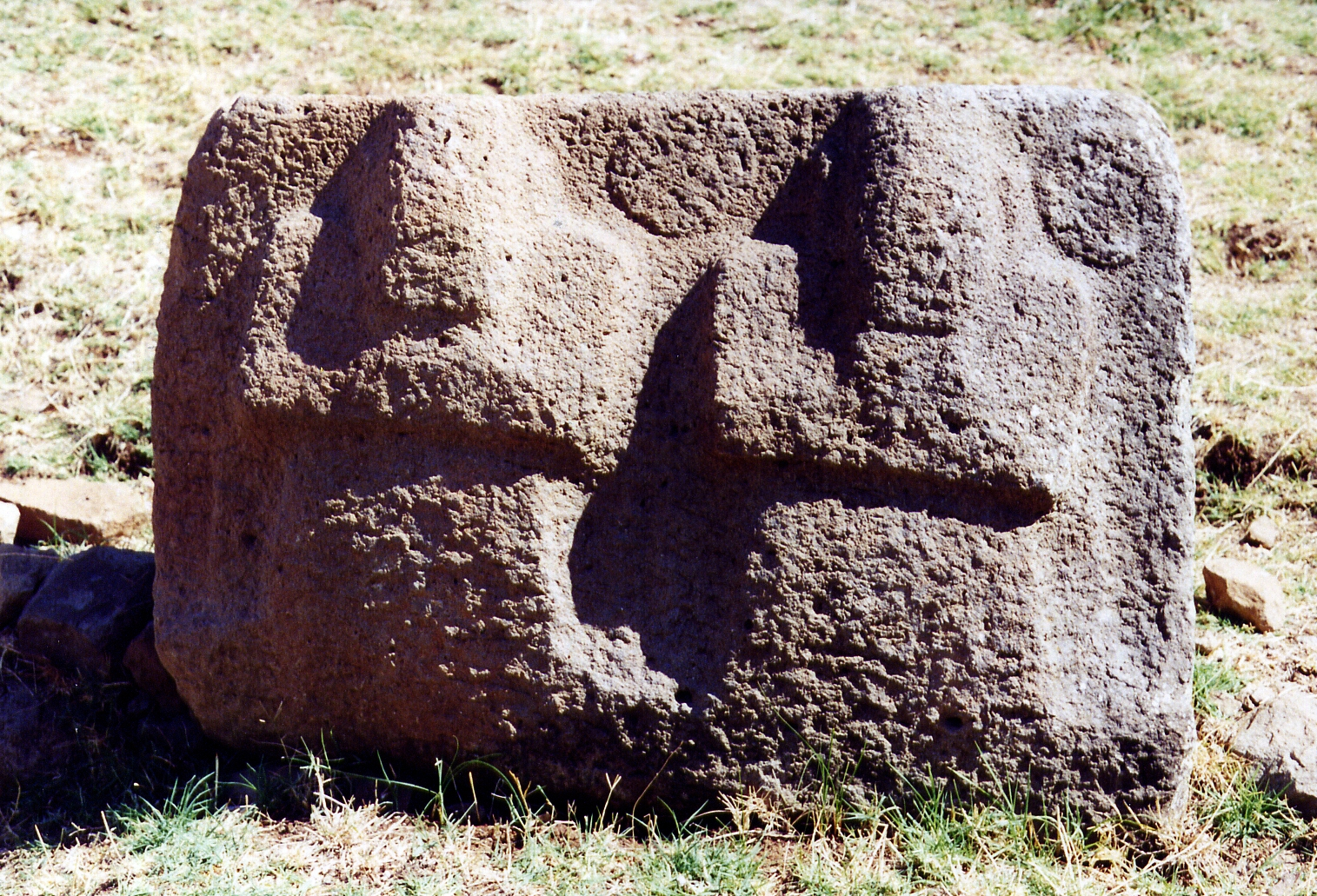
Dei della montagna

Ci sono diversi tipi base di scultura sul sito. La maggior parte sono sfingi con testa femminile e corpo di leone o semplici leoni (alcuni dei quali alati). Queste sfingi e leoni erano probabilmente destinati a fiancheggiare le porte delle città, dei palazzi e dei templi ittiti e sono molto simili alle sculture delle porte trovate ad Hattusa e Alacahöyük. Inoltre, ci sono gruppi di divinità della montagna con le braccia incrociate sul petto, rilievi di scene di caccia e una persona-orso. Si ritiene che questi oggetti siano commissioni speciali. Gli dei della montagna assomigliano molto a quelli che venivano usati come supporti nel santuario del pozzo a Eflatun Pınar. Le sculture possono essere viste in tutte le fasi della produzione. Una sfinge particolarmente degna di nota trovata a Zincirli è ora esposta nel Museo di Gaziantep.

### Lavorazione della pietra

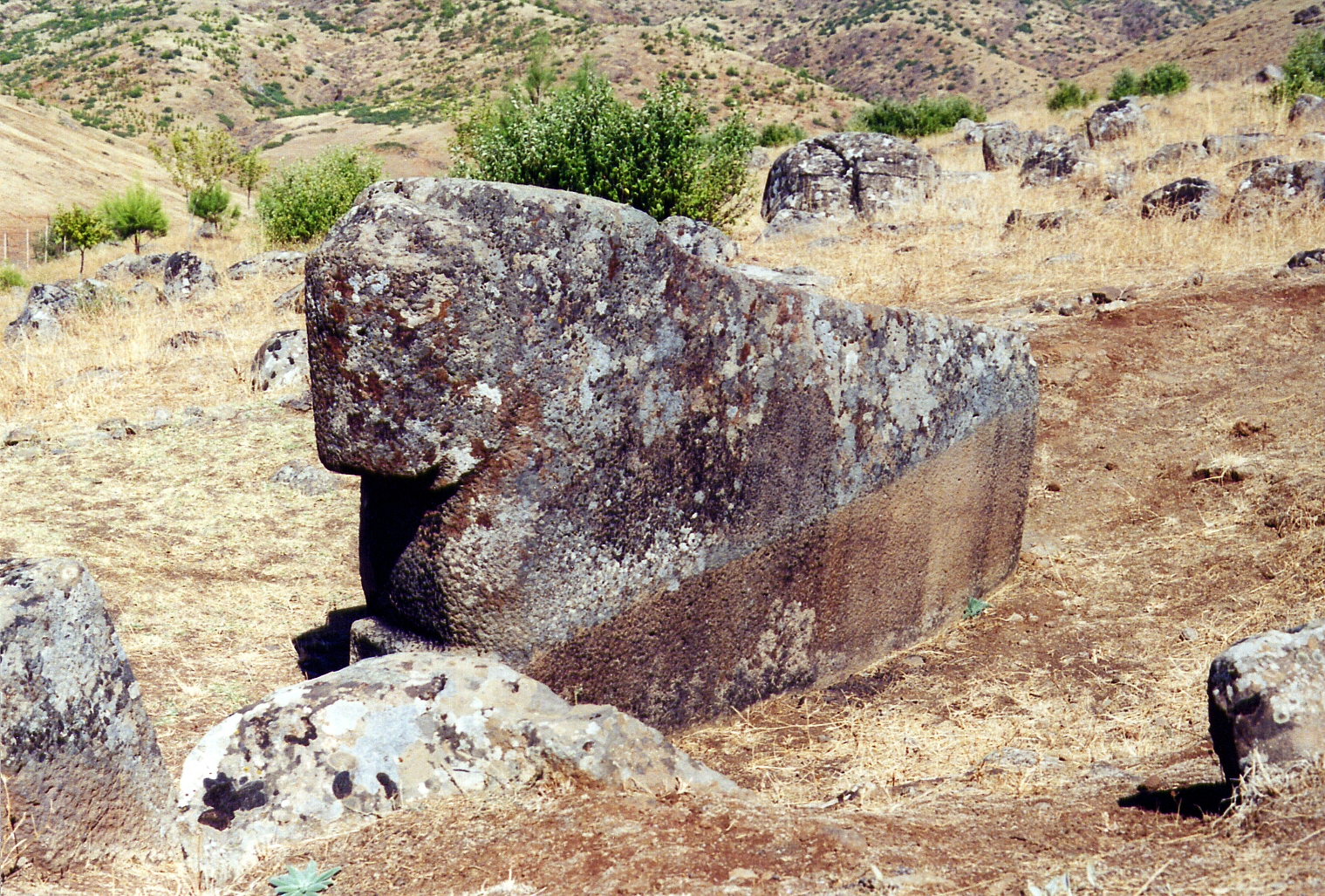
Leone della porta

Nella cava sono stati frantumati grossi blocchi di basalto rosso, percuotendo con martello e scalpello fessure preesistenti. In queste fessure venivano inseriti dei cunei di legno e sopra di essi veniva versata dell'acqua. Il legno impregnato d'acqua si espandeva, spaccando i grandi frammenti. La forma ruvida delle figure è stata scolpita con uno scalpello e la superficie esterna è stata levigata. Seguiva un fine intaglio e poi il pezzo veniva lucidato. Gli ultimi dettagli non sono stati generalmente eseguiti in officina, ma alle loro destinazioni finali. Non è chiaro come siano stati trasportati dalla cava.

## Stato del patrimonio mondiale
Questo sito è stato aggiunto all'elenco provvisorio del patrimonio mondiale dell'UNESCO il 4 aprile 2002 nella categoria Culturale.